# Ана Батке
Ана Батке (Диселдорф, 3. јануар 1985) је немачка атлетичарка која се такмичи у скоку мотком.
Атлетиком односно скоком мотком Ана Батке се почела бавити 2004. са 19 година, након што је у детињству и младости, практиковала многе друге спортове. Међу њима су пливање, јахање и џудо у којем она носи браон појас.
Њен лични рекорд је 4,68 метара на отвореном, постигнут у Берлину 14. јуна 2009. на такмичењу Златне лиге. У дворани рекорд износи 4,65 метара постигнут на Европском првенству 2009. у Торину где је освојила треће место и бронзану медаљу. На Светском првенству у дворани 2008. у Валенсији освојила је осмо место у финалу са 4,45 метара.
На Светском првенству 2009. одржаном у Берлину, Баткеова је освојила 7 место са 4,40.
Ана Батке је чланица атлетског клуба Мајнц. Висока је 1,73 метра, а тешка 58 килограма. Од 2006. студира психологију..